# 징타이역
징타이역(중국어: 景泰站)은 계획 및 건설 단계에서는 안러린역(安乐林站)으로 불렸다. 중국 베이징시 융딩먼와이 가도 안러린로(安乐林路)와 류리징 동가(琉璃井东街) 교차점에 위치한 베이징 지하철 14호선의 지하철역으로 2015년 12월 26일 14호선 중부구간 개통과 함께 개장되었다.

## 위치
징타이역은 남2환로 외곽 안러린로(安乐林路)(동서 방향)와 류리징 동가(琉璃井东街)(남북 방향)의 교차점에 위치하며 동서 방향으로 배치되어 있다. 역은 중국칠보미술관 근처에 위치한다.

## 역 구조
징타이역은 1면 2선의 섬식 승강장 설계된 지하 3층 건물의 지하역으로, 역사 구조는 길이 176.6m이며 복토 및 굴착 공법을 사용하여 건설되었다.
징타이역은 당초 오픈 컷 공법으로 건설할 계획이었으나 토지 확보의 어려움으로 인하여 커버 컷 공법으로 변경되었다. 역사 길이를 단축하기 위해 역사 계획을 지하 2층 건물의 지하 4경간 역사로 변경하였으며, 이는 PBA 지하 굴착 공법을 사용하여 건설한 중국 최초의 4아치 PBA 건설이다. 1면 2선의 섬식 승강장 설계를 채택하였으며, 역 서쪽 끝에 건넘선이 존재한다.

### 층별 구조
| 지면층             | 출입구                          | B－D출입구                         |
| 지하 1층 대합실 층 | 대합실                          | 고객센터, 자동 발권기, 출입 게이트 |
| 지하 2층 승강장    | ←                               | ■ 14호선 장궈좡 방면 (융딩먼와이)  |
| 지하 2층 승강장    | 섬식 승강장, 왼쪽 출입문이 열림 |                                    |
| 지하 2층 승강장    | →                               | ■ 14호선 산거좡 방면 (푸황위)      |

### 대합실

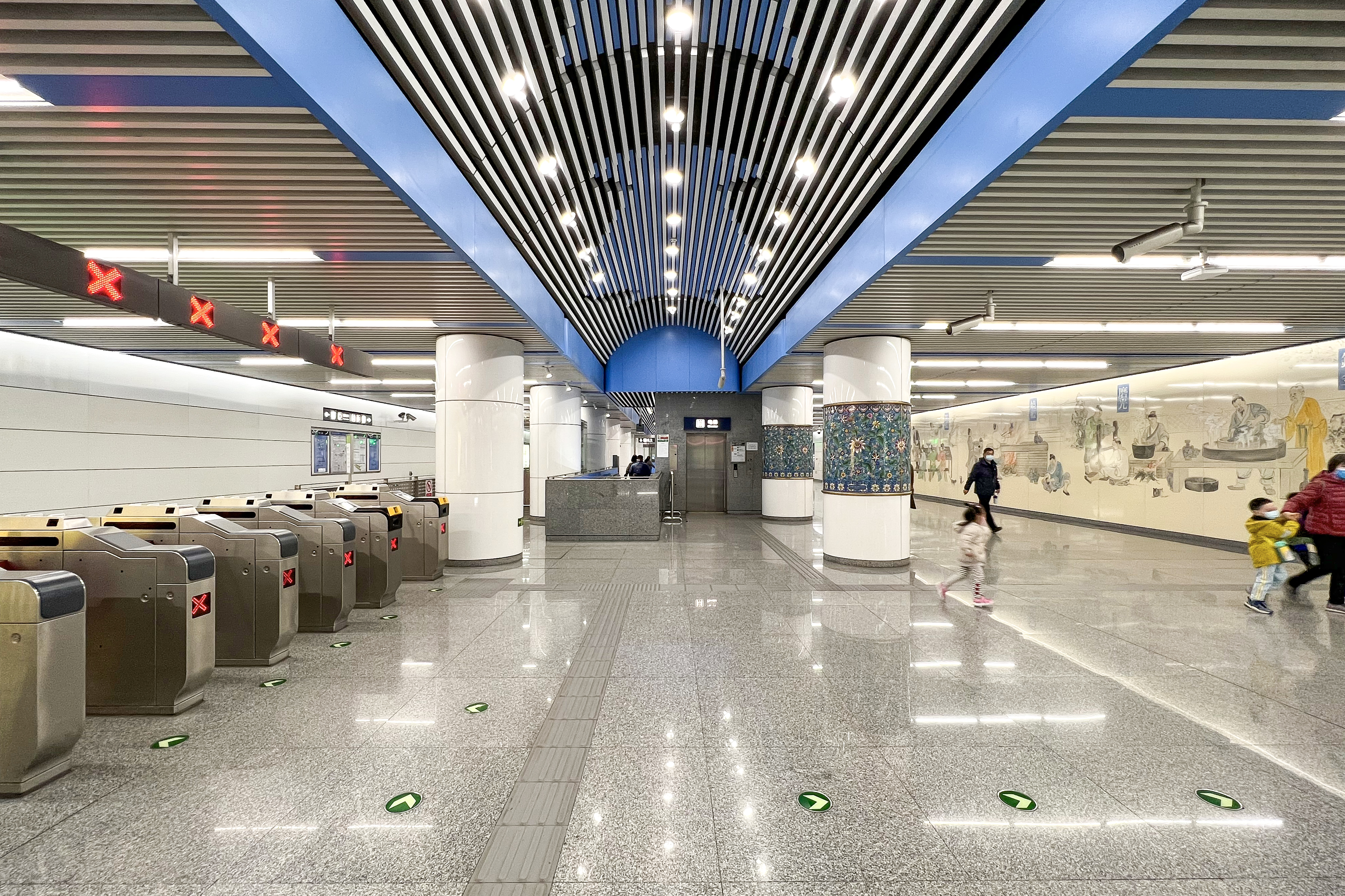
역 로비 (2022년 3월 촬영)

징타이역은 안러린로(安乐林路)의 지하에 위치하고 있으며, 유료 구역은 대합실의 남쪽에 있다. 대합실 남쪽에는 칠보의 제작 과정을 보여주는 "징타이 징화"라는 제목의 벽화가 있으며, 일부 기둥에는 베이징 에나멜 공장에서 디자인하고 제작한 칠보 장식이 새겨져 있다.

### 승강장
징타이역에는 안러린로(安乐林路) 아래에 섬식 승강장이 있다. 승강장의 서쪽 끝에 건넘선이 존재한다.

승강장 전경(2017년 8월 촬영)

## 출구
징타이역은 현재 B, D 2개의 출입구를 이용할 수 있다.
|                         |                      | |      |           |
| 출구                    | 지시                 | 목적지 | 사진 | 편의 시설 |
| 出口 · B                | 양자위안로(杨家园路) | 양자위안로(杨家园路), 안러린로(安乐林路) 북측, 중국 칠보 미술관(中国景泰蓝艺术博物馆)、베이징 에나멜 공장(北京市珐琅厂) |      |           |
| 出口 · D                | 안러린로(安乐林路)   | 안러린로(安乐林路) 남측, 안러린 중가(安乐林中街)                                                                        |      | 빈칸      |
| 아이콘 설명: 엘리베이터 |                      | |      |           |